# Nyeles áltrifla
A nyeles áltrifla (Scleroderma verrucosum) az áltriflafélék családjába tartozó, Európában és Észak-Amerikában honos, mérgező gombafaj.

## Megjelenése
A leopárd-áltrifla termőteste 3–8 cm széles, 3–6 cm magas, gömb vagy körte alakú, alul jellegzetes megnyúlt, tönkszerű micéliumköteggel. Színe sárgásbarna vagy gesztenyebarna, felületén apró, sűrű, barna vagy vörösbarna, rásimuló pikkelyekkel.
A burok (perídium) vékony, kb. 0,5–1 mm. A termőtest belseje (gleba) egészen fiatalon krémszínű, majd hamar márványozott barnáslilává válik, végül még fiatalon elfeketedik. Sokáig kemény, majd a spórák érésével elporlad. A spórák kiszabadulásakor a termőtest szabálytalanul felreped.
Spórapora sötétbarna. Spórái 8-11 mikrométeresek, gömb alakúak, tüskés felszínűek.

### Hasonló fajok
A szintén mérgező többi áltriflával lehet összetéveszteni. A déli áltriflától és a leopárd-áltriflától a valamivel megnyúltabb tönkrésztől eltekintve csak spórái alapján lehet elkülöníteni. 

## Elterjedése és termőhelye
Európában és Észak-Amerikában honos. Magyarországon nem gyakori. Erdőkben, erdőszélen, parkokban található meg, inkább humuszban gazdag talajon, többnyire tölgyek vagy bükkök alatt. Júniustól októberig terem.
Mérgező.

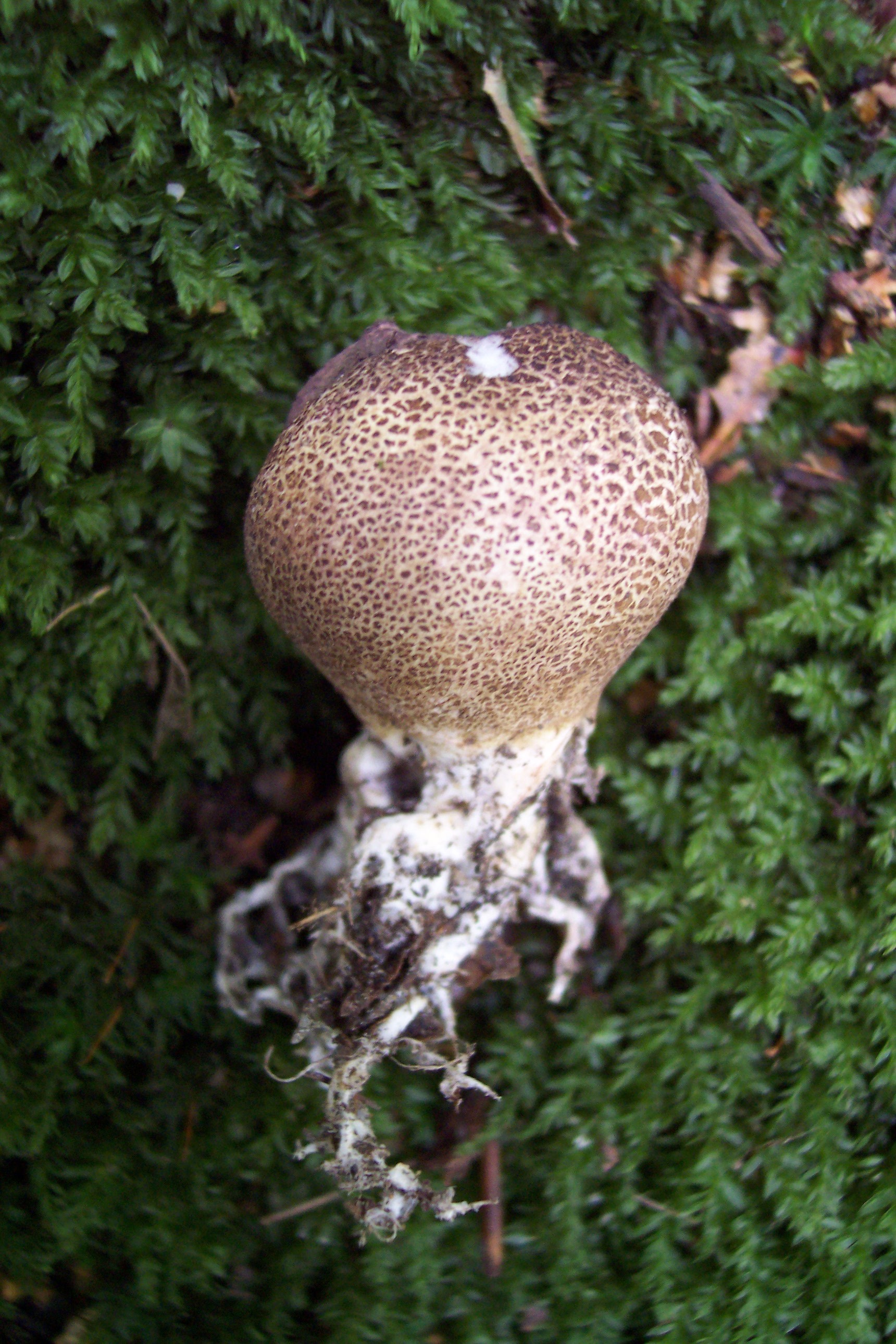
Nyeles áltriflák
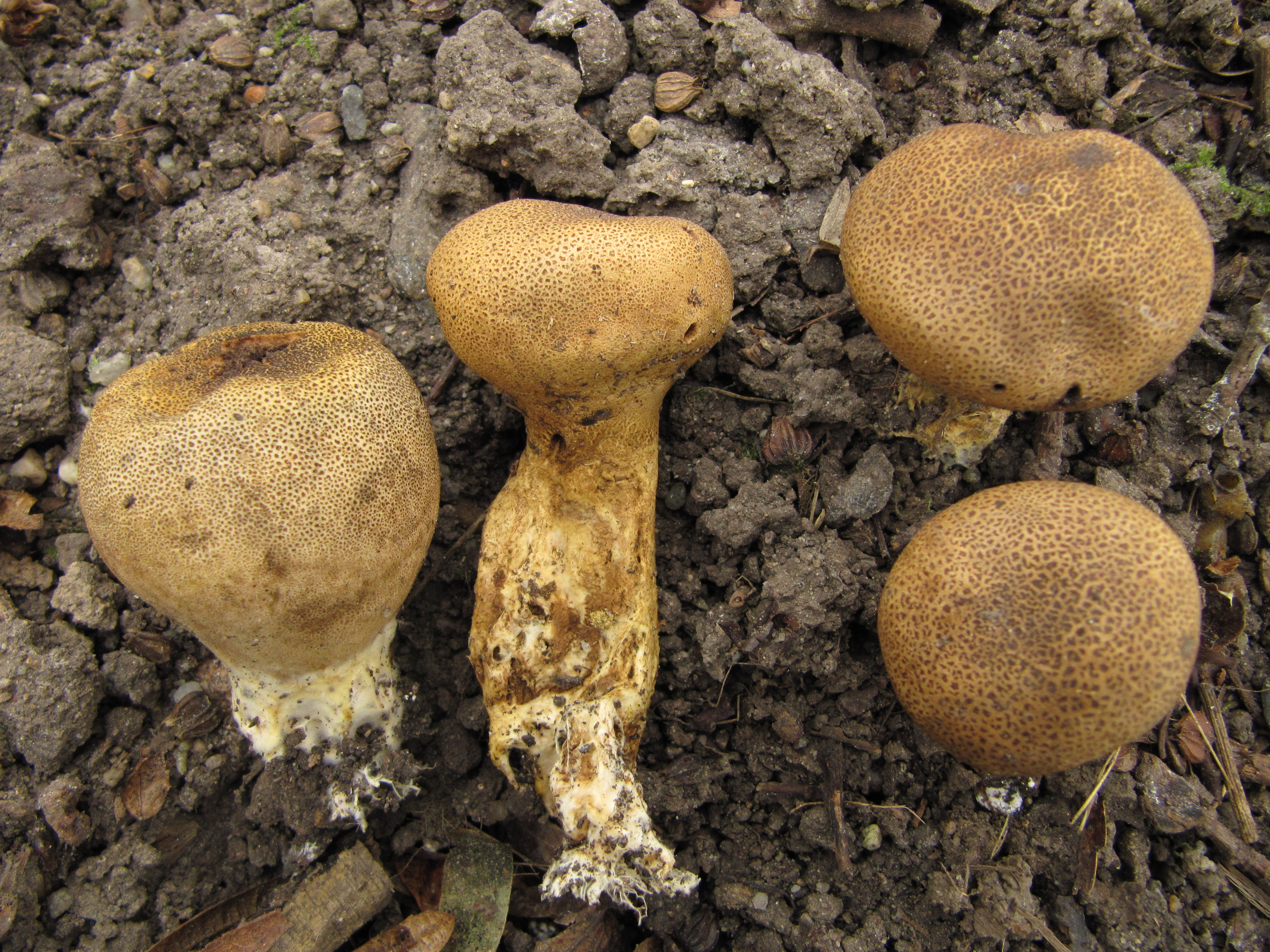
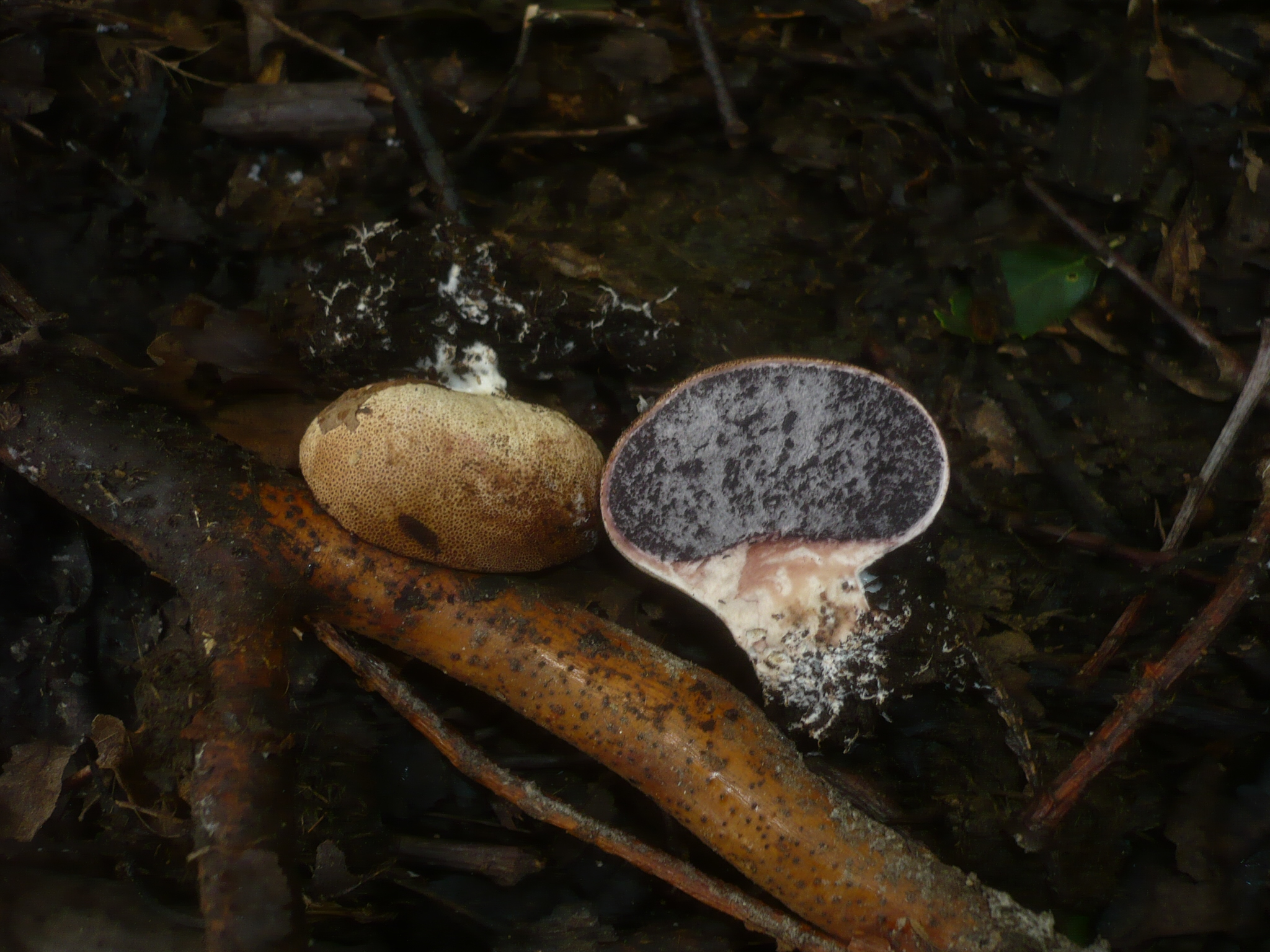
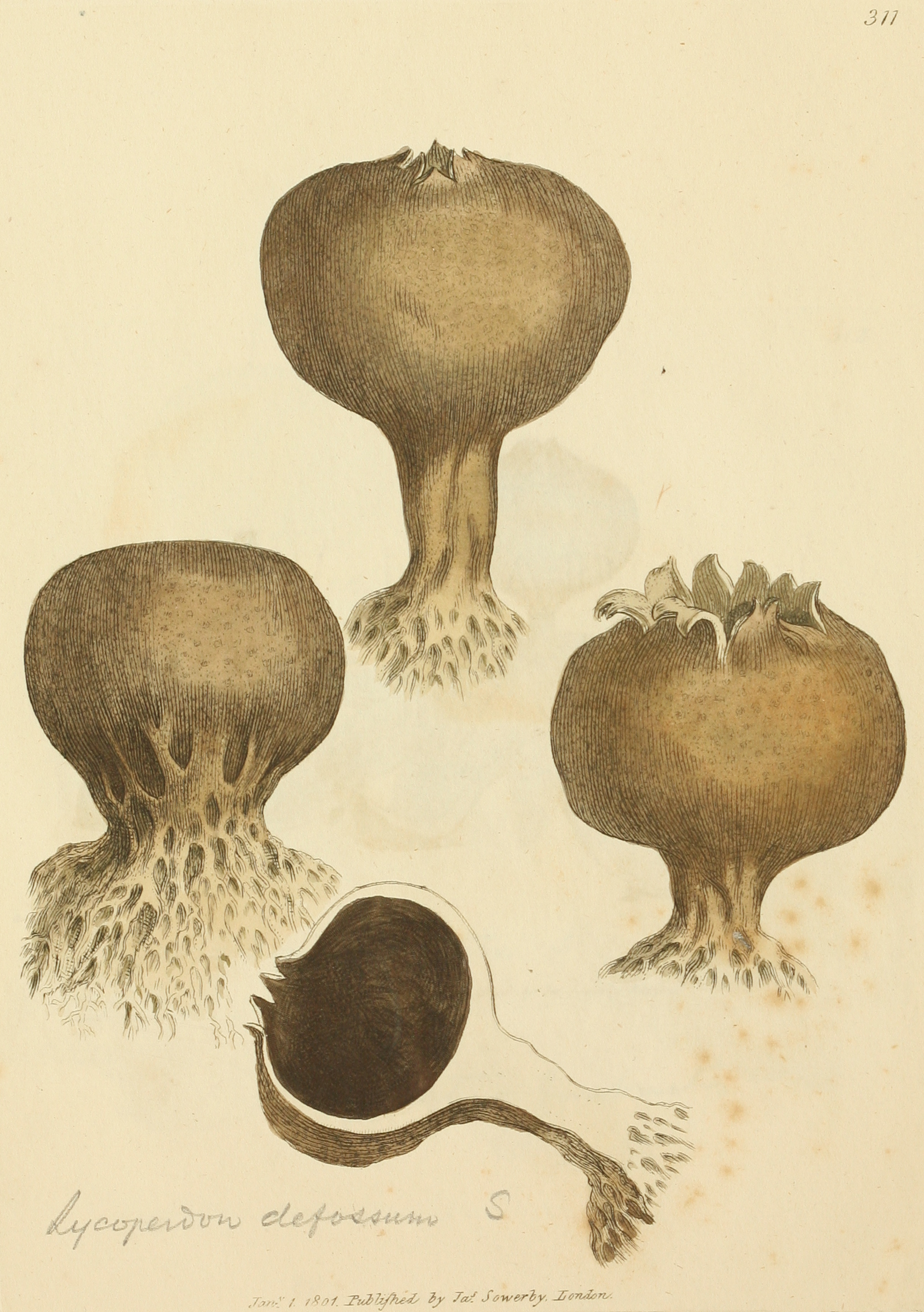
1809-es ábrázolása